# Свято-Николаевская улица

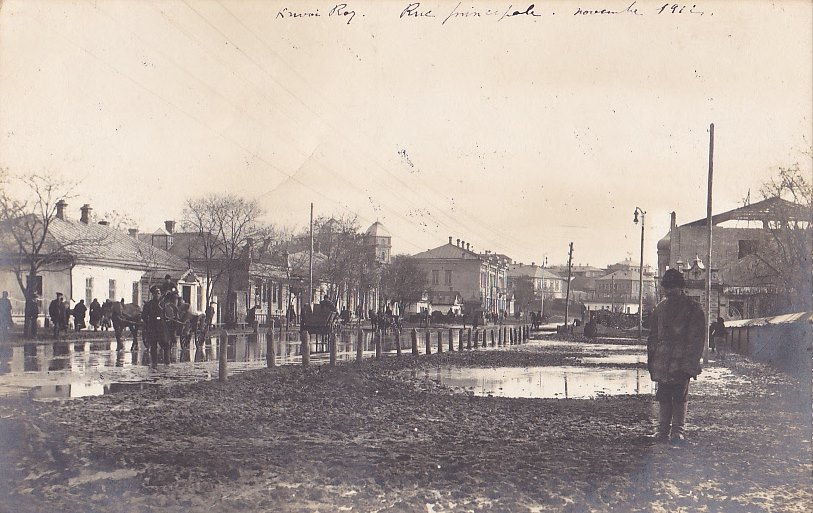
Кривой Рог, Николаевская улица, 1912

Свято-Николаевская улица (укр. Свято-Миколаївська вулиця; до 2016 — улица Ленина) — улица в центральной части исторического центра Кривого Рога. Находится в Центрально-Городском районе.

## История
Одна из самых старых улиц города (местечка), образовалась во второй половине XVIII века.

### Вторая половина XVIII — первая четверть XX века
Застройка и формирование улицы проходило одновременно с появлением поселения. Первоначальное своё название — Николаевская — улица получила в честь церкви святого Николая.
В начале XX века активно застраивалась. Застройка была представлена зданиями, возведёнными в южнорусском кирпичном стиле, конструктивизме. Некоторые постройки этого времени сохранились до сих пор.
В 1913 году на улице размещалось около 90 торговых учреждений, складов, мастерских. В доме № 56 размещался штаб Красной гвардии.

### Советский период
Жилые дома для сотрудников Южно-рудного треста построены по проекту архитектора И. Каракиса в 1930-х годах (например, дом № 35).

### Современный период

#### Раскопки 2016 года
В 2016 году, в ходе реконструкции сквера перед зданием школы искусств № 2 Центрально-Городского района, где до 2014 года стоял памятник В. И. Ленину, сотрудниками Криворожского краеведческого музея были проведены археологические раскопки. В этом месте несколько веков функционировали, сменяя одна другую, три церкви, названые именем Святого Николая. Во время раскопок был обнаружен фундамент снесённой в 1930-х годах православной церкви. Над найденными артефактами был установлен стеклянный колпак.

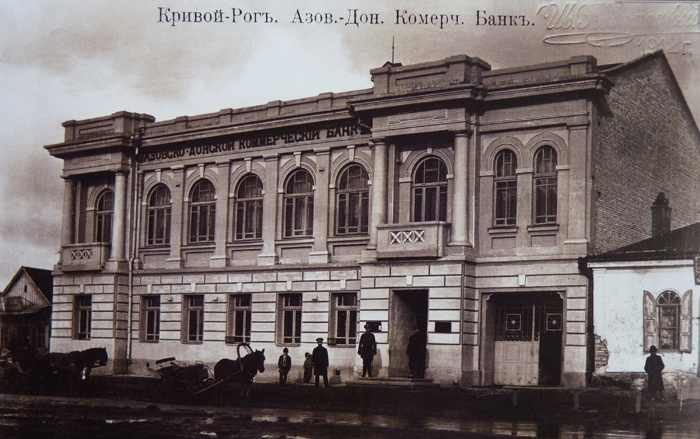
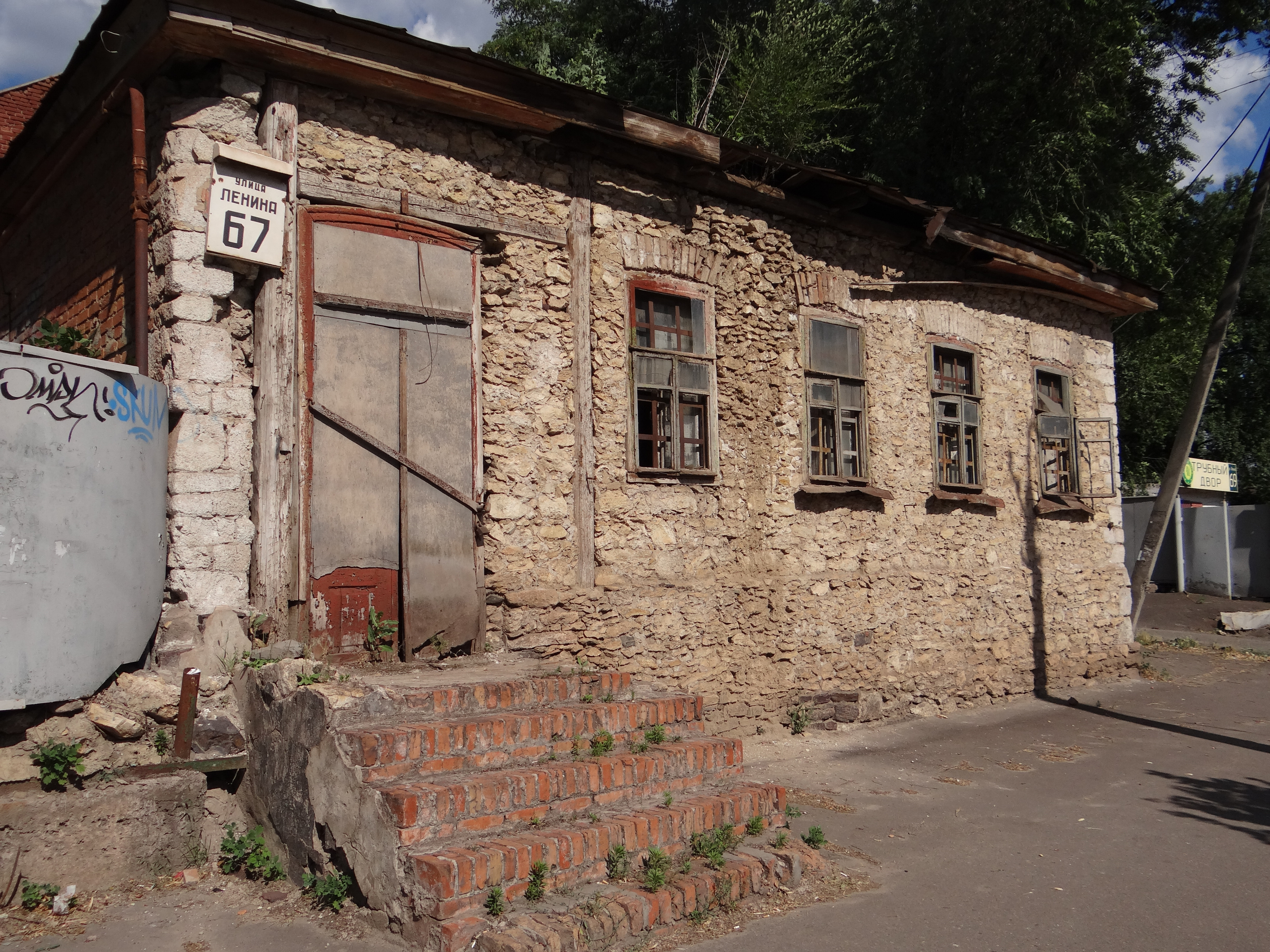
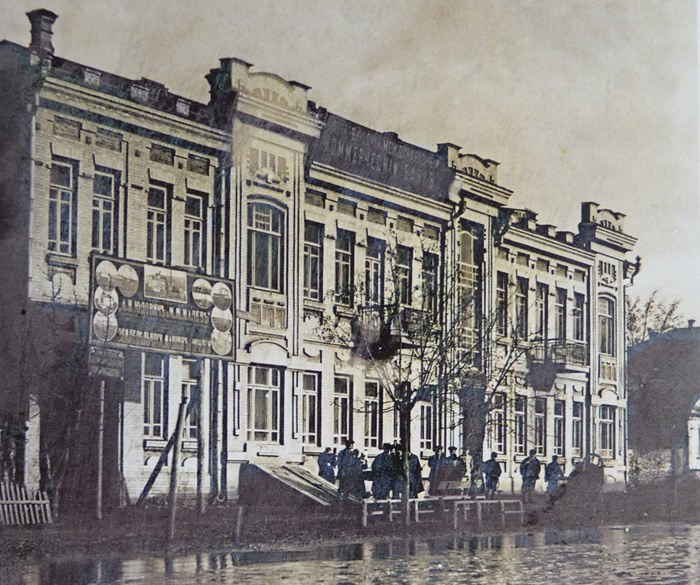
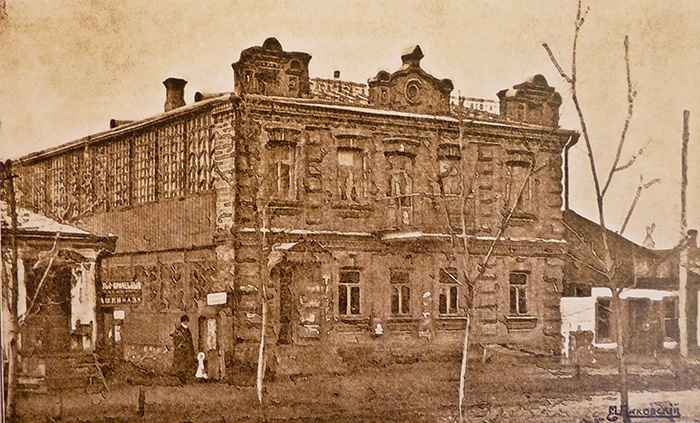

## Характеристика
Свято-Николаевская улица берёт начало на пересечении Прорезной и Украинской улиц; к ней примыкают: Почтовый проспект, Коммерческая, Церковная, Позитивная и другие улицы. Заканчивается переходя в Широковскую улицу. По улице проходят трамвайные маршруты.
Общая протяжённость улицы составляет около 1,8 километра.